# Alpbach (přítok Innu)
Alpbach (dříve a nyní zřídka Alpbacher Ache) je pravostranný přítok řeky Inn v Kitzbühelských Alpách v Tyrolsku.
Alpbach vzniká soutokem Lueger Bach (též Alpbacher Ache) a Greiter Bach v Inneralpbachu. Osm kilometrů dlouhý Lueger Bach pramení v Steinbergalmu pod Torkopfem (2116 m n. m.) ve výšce 1756 m n. m. Greiter Bach pramení pod Standkopfem (2241 m n. m.) v nadmořské výšce 1867 m a má délku 5,4 km. Alpbach je dlouhý 11,4 km, s nejdelším pramenným tokem Lueger Bach je dlouhý 19,4 km a překonává výškový rozdíl 1241 m.
Po stoku obou pramenných toků teče Alpbach severním až severozápadním směrem údolím Alpbachtal pod obcí Alpbach. Před vstupem do údolí Inntalu proráží v hluboké rokli stěnu schwazského dolomitu a několik zón triasových vápenců a slínovců. V Brixleggu se zprava vlévá do Innu.
Nejvýznamnějšími přítoky jsou Dorferbach u Alpbachu, Silberbergbach u Reithu a Zimmermoosbach u Mehrnu, které přitékají zprava. 
Povodí Alpbachu má rozlohu 81,5 km² a jeho nejvyšším bodem je vrch Große Galtenberg (2424 m n. m.).  
Zatímco Greiter Bach a horní tok Lueger Bach jsou v přirozeném nebo téměř přirozeném stavu, celý tok Alpbachu je zanesený nebo nepřirozený. 